# Obtest
Obtest è un gruppo musicale lituano di genere pagan black metal, formatosi a Vilnius nel 1992.
I testi delle loro canzoni, in lingua lituana, si basano sulla mitologia del loro paese.

## Membri
- Sadlave
- Baalberith
- Demonas
- Insmuth
- Enrikas Slavinskis

## Discografia

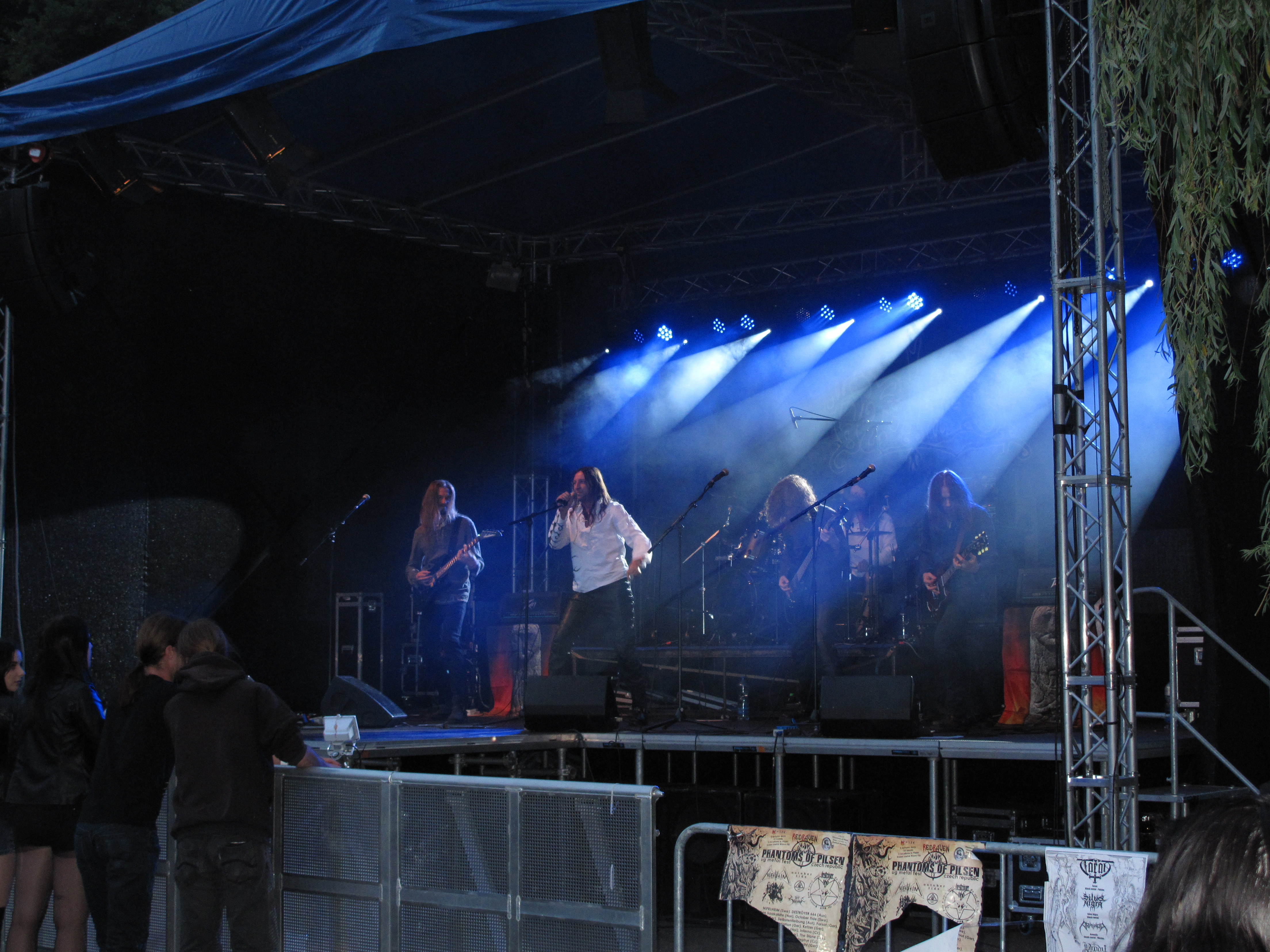
Obtest

### Album in studio
- 1999 – Tūkstantmetis
- 2001 – Auka seniems dievams
- 2005 – Iš kartos į kartą
- 2008 – Gyvybės medis